# Menispermum canadense
Menispermum canadense là một loài thực vật có hoa trong họ Biển bức cát. Loài này được L. mô tả khoa học đầu tiên năm 1753.

## Hình ảnh

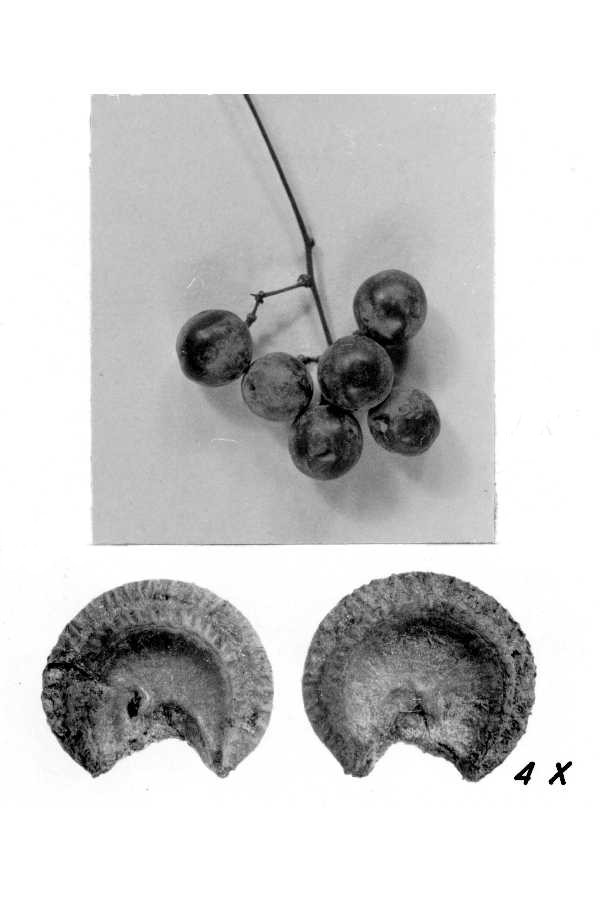
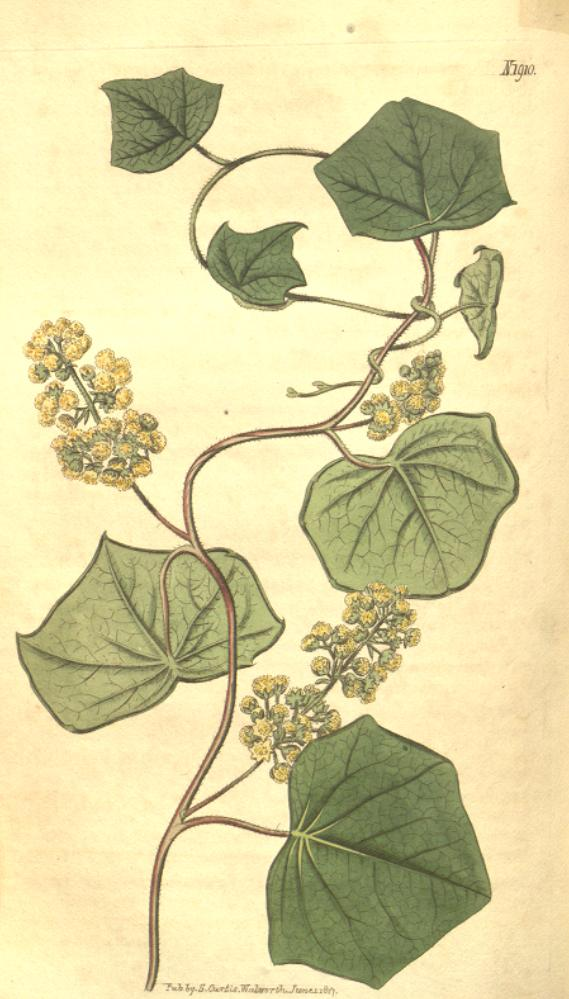
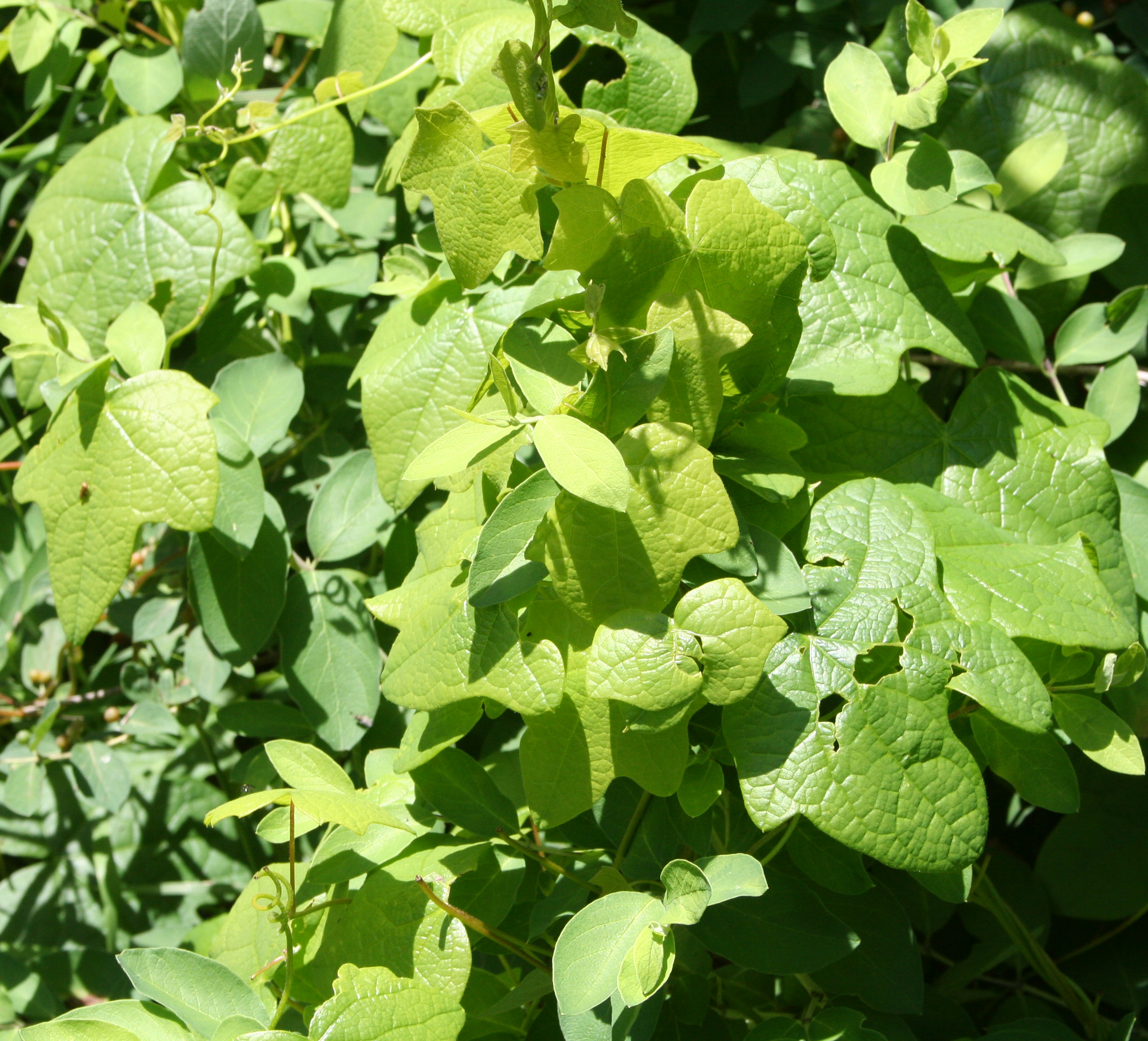
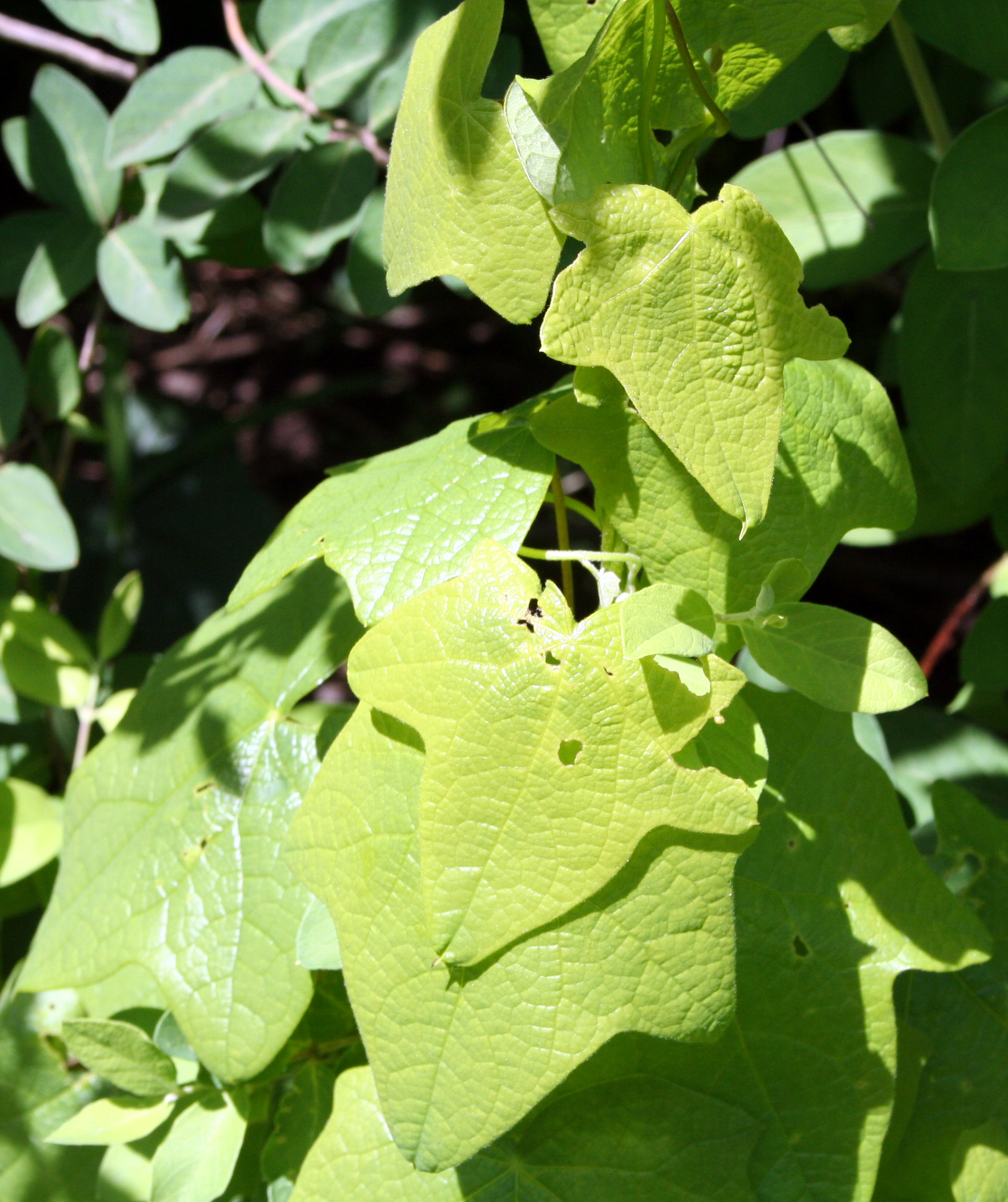